# ウクライナ語版ウィキペディア
ウクライナ語版ウィキペディア (ウクライナごばんウィキペディア、Українська Вікіпедія) は、ウィキメディア財団が運営する多言語百科事典プロジェクト「ウィキペディア」のウクライナ語版である。2004年1月30日からスタートした。
2022年ロシアのウクライナ侵攻中、ウクライナ語版ウィキペディアは、ロゴをウクライナの国旗と同じ青と黄に変更している。

## 統計
| \| 国別編集回数の割合 出典 \| 国別編集回数の割合 出典 \| 国別編集回数の割合 出典 \| 国別編集回数の割合 出典 \| 国別編集回数の割合 出典 \| \| ----------------------- \| ----------------------- \| ----------------------- \| ----------------------- \| ----------------------- \| \| \| \| \| \| \| \| ウクライナ \| ウクライナ \| \| 90.9% \| 90.9% \| \| ドイツ \| ドイツ \| \| 1.5% \| 1.5% \| \| ロシア \| ロシア \| \| 1.4% \| 1.4% \| \| カナダ \| カナダ \| \| 1.1% \| 1.1% \| \| スロバキア \| スロバキア \| \| 0.9% \| 0.9% \| \| アメリカ \| アメリカ \| \| 0.7% \| 0.7% \| \| スイス \| スイス \| \| 0.7% \| 0.7% \| \| その他ヨーロッパ \| その他ヨーロッパ \| \| 0.5% \| 0.5% \| \| その他 \| その他 \| \| 2.3% \| 2.3% \| |                  |  |       |       |
| 国別編集回数の割合 出典 |                  |  |       |       |
| |                  |  |       |       |
| ウクライナ | ウクライナ       |  | 90.9% | 90.9% |
| ドイツ | ドイツ           |  | 1.5%  | 1.5%  |
| ロシア | ロシア           |  | 1.4%  | 1.4%  |
| カナダ | カナダ           |  | 1.1%  | 1.1%  |
| スロバキア | スロバキア       |  | 0.9%  | 0.9%  |
| アメリカ | アメリカ         |  | 0.7%  | 0.7%  |
| スイス | スイス           |  | 0.7%  | 0.7%  |
| その他ヨーロッパ | その他ヨーロッパ |  | 0.5%  | 0.5%  |
| その他 | その他           |  | 2.3%  | 2.3%  |

ウクライナ語版ウィキペディアはスラヴ語派の言語版ウィキペディアの中でロシア語版、ポーランド語版に次いで3番目に大きい。
2021年7月1日時点で、記事数は1,099,258、アクティヴな登録利用者数は2,877、管理者数は45となっている。
2014年5月12日には総記事数50万を突破し、2020年3月22日には総記事数100万に達した。

## 画像集

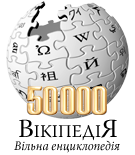
50000記事記念
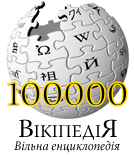
100000記事記念
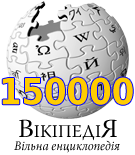
150000記事記念
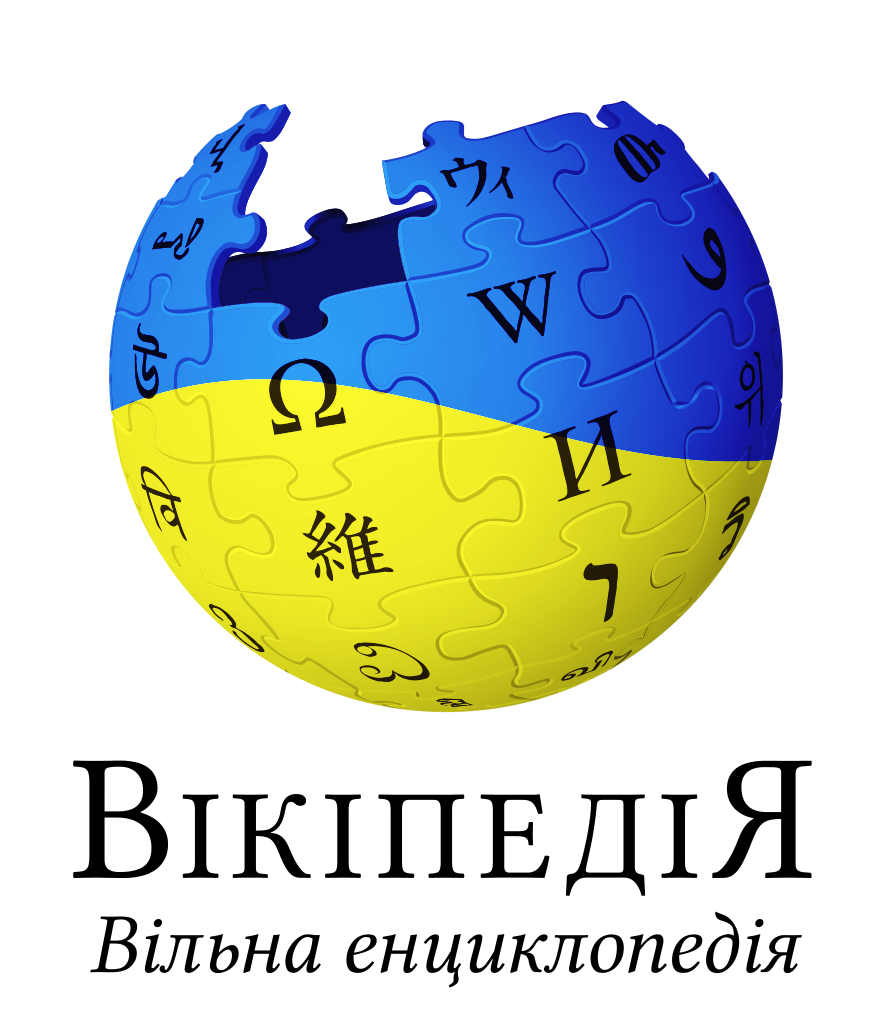
2022年から使用されているロゴ